# Johann Christoph Pepusch
Johann Christoph Pepusch (* 1667, Berlín - 20. července 1752, Londýn) byl hudební skladatel a hudební vědec německého původu, který většinu svého tvůrčího života strávil v Anglii.
Jeho nejslavnějším dílem je Žebrácká opera (1728) na libreto Johna Gaye. Získal doktorát hudby na univerzitě v Oxfordu, jako hudební vědec se zabýval především dějinami hudby alžbětinské epochy.